# Magán
Magán är en kommunhuvudort i Spanien. Den ligger i provinsen Toledo och regionen Kastilien-La Mancha, i den centrala delen av landet, 50 km söder om huvudstaden Madrid. Magán ligger 488 meter över havet och antalet invånare är 1 668.
Terrängen runt Magán är platt. Runt Magán är det ganska tätbefolkat, med 120 invånare per kvadratkilometer. Närmaste större samhälle är Toledo, 13,8 km sydväst om Magán. Trakten runt Magán består till största delen av jordbruksmark.